# Groupe Écologie démocratie solidarité
Ne doit pas être confondu avec Groupe écologiste (Assemblée nationale).
Le groupe Écologie démocratie solidarité (EDS) est un ancien groupe parlementaire de l'Assemblée nationale française.
Il est formé en mai 2020 lors de la XVe législature de la Cinquième République par 17 députés, en quasi-totalité par d'anciens membres du groupe majoritaire La République en marche, issus de son aile gauche et écologiste. Inscrit comme groupe minoritaire, il est co-présidé par Paula Forteza et Matthieu Orphelin. Après le départ de trois députées en deux mois, le groupe disparaît en octobre 2020, faute d'un effectif suffisant.

## Historique

### Projet d'un groupe dissident
Lors de l'ouverture de la XVe législature en juin 2017, le groupe La République en marche (LREM) bénéficie d'une majorité absolue avec 313 députés membres et apparentés sur 577 parlementaires. Cependant, il connaît à partir de l'année suivante une perte régulière de députés, faisant chuter son total de membres à 295. L'idée d'un groupe dissident ressort par plusieurs fois, sans jamais se concrétiser,. Matthieu Orphelin indique avoir fait part du projet à Emmanuel Macron en février 2020. Début avril 2020, dans le contexte de la pandémie de Covid-19, le lancement par 58 députés, un sénateur et un député européen d'une plateforme collaborative pour élaborer un « plan post-crise », baptisée « Le jour d'après », apparaît comme « le prélude à la scission de la majorité présidentielle à l’Assemblée avant la constitution d’un nouveau groupe parlementaire issu de son aile gauche et écologiste », coordonnée par les députés Aurélien Taché, Paula Forteza et Matthieu Orphelin. 
Selon Mediapart, la rupture avec le groupe LREM « est apparue plus urgente [en mai 2020] en raison des difficultés à faire entendre une voix alternative au sein de LREM, compte tenu des délégations de vote obligatoire dans un Palais-Bourbon en mode confinement ». Pour Les Échos, « l'initiative tombe au pire des moments pour Emmanuel Macron », la majorité ayant « au contraire besoin de solidité pour aborder l'étape si compliquée du déconfinement ». Dans Libération, Laurent Joffrin relève que « c’est au moment où Emmanuel Macron laisse entendre qu’il est prêt à réviser de fond en comble sa politique, suggérant un virage lui aussi social et écologique, que ces dissidents passent à l’acte ».
Le 8 mai 2020, Les Échos révèle un projet de scission nommé « Écologie démocratie solidarité » et programmé pour le 1er juin. Il réunit 58 élus de différents horizons : du « Collectif social-démocrate » interne au groupe LREM, de la sphère écologiste réunie autour de Matthieu Orphelin, de villanistes et de marcheurs non-inscrits venus de la gauche entre autres. Cependant, le nombre annoncé de scissionnaires est rapidement revu à la baisse après la fuite, et dix jours plus tard ne sont évoqués qu'une vingtaine de députés. Plusieurs députés ont été dissuadés de le rejoindre par des pressions de LREM ; selon Les Échos, ils « se sont notamment rangés à l'argument que ce n'est pas le moment de faire sécession dans le contexte actuel, en pleine crise sanitaire, sociale et économique et dans un pays entré dans un périlleux déconfinement ». 

### Création effective
Le groupe Écologie démocratie solidarité est né de l'initiative de Matthieu Orphelin et de Paula Forteza. Cédric Villani, Delphine Batho, Aurélien Taché, Émilie Cariou, Hubert Julien-Laferrière et Annie Chapelier occupent respectivement les postes de co-présidents, vice-présidents, délégués généraux et porte-paroles,,.
Il est officiellement déposé le 19 mai 2020, par dix-sept parlementaires. Parmi eux, sept viennent directement du groupe majoritaire, neuf en sont partis ou en ont été exclus, et une seule, Delphine Batho, n'en a pas été membre. L'Opinion relève que peu d'entre eux « disposent de responsabilités à l'Assemblée » : « aucun ne siège dans les instances de direction des huit commissions parlementaires permanentes, qui comptent pourtant 70 postes », et trois seulement siègent dans celle de commissions spéciales, délégations ou offices : Hubert Julien-Laferrière est vice-président de la délégation aux Outre-mer, Cédric Villani vice-président de l'Office parlementaire d'évaluation des choix scientifiques et technologiques, et Sabine Thillaye présidente de la commission des Affaires européennes (exclue cependant du groupe LREM pour avoir refusé de céder son siège à l'issue d'un scrutin interne perdu). L'Opinion note également que Delphine Batho et Sébastien Nadot représentent à eux seuls dix des treize propositions de loi déposées par les membres du groupe depuis le début de la législature.
La création de ce groupe fait perdre la majorité absolue au groupe LREM d’une voix, mais ce n'est qu'une évolution symbolique puisque ce dernier bénéficie de l'appui du groupe du Mouvement démocrate et apparentés et des neuf députés Agir du groupe UDI et indépendants,. Le nouveau groupe est couramment comparé aux députés frondeurs de la majorité précédente : si le groupe socialiste avait lui aussi perdu la majorité absolue en cours de législature (en 2015), les frondeurs n'avaient pas créé de groupe dissident à l'Assemblée, ni quitté leur parti, étaient plus nombreux (une quarantaine) et s'appuyaient sur des poids lourds tels que Benoît Hamon et Arnaud Montebourg,. Les membres du groupe récusent le terme de « frondeurs ».

### Disparition du groupe
Après le départ de Sabine Thillaye pour le groupe MoDem et Martine Wonner pour le groupe LT en septembre 2020, l'effectif du groupe tombe à quinze membres, limite minimale pour créer un groupe. Jennifer De Temmerman annonce son départ pour le groupe LT le 16 octobre. Faute d'un nombre suffisant de députés, le groupe disparaît le 17 octobre 2020 et tous ses membres deviennent de facto non-inscrits.
Un parti est finalement lancé le 16 décembre 2020 sous le nom de Les Nouveaux Démocrates. Il est coprésidé par les députés Aurélien Taché et Émilie Cariou. À sa fondation, il comptait dans ses rangs les députés Guillaume Chiche, Delphine Bagarry, Sandrine Josso et Fiona Lazaar (en plus des deux députés co-présidents). Ces derniers se rattachèrent financièrement à Europe Écologie Les Verts.

## Positionnement

### Au sein de l'Assemblée nationale
Le groupe prévoit d'être classé comme minoritaire,. Il présente son positionnement comme n'étant ni d’opposition, ni d’alliance systématique avec la majorité,, ce qui fait écho, selon certains journalistes, à la doctrine originelle d'En marche, résumée par la formule « En même temps »,. Émilie Cariou commente ainsi la création du groupe : « C’est plus des retrouvailles qu’une séparation, on renoue avec nos valeurs de 2017 ». Frédérique Tuffnell dit retrouver avec ce groupe l'« âme d'En marche ». Selon Public Sénat, cette attitude politique « n’est pas sans rappeler celle, au Sénat, du groupe Union centriste, qui ne s’interdit pas de soutenir le gouvernement sur certains sujets ». Reporterre relève que certains membres du groupe « continuent de cultiver des liens étroits avec la majorité ». Lors de la conférence de presse de lancement, le groupe indique que ses membres disposeront de la liberté de vote.
Mediapart estime que « sur des lois caractéristiques des dérives du quinquennat, tous les membres d’EDS ont mis du temps à se démarquer de la politique gouvernementale. C’est le cas de Cédric Villani qui a voté pour la loi dite anticasseurs, tache indélébile de la majorité. Il a également, tout comme Émilie Cariou, Paula Forteza, Sabine Thillaye et Guillaume Chiche, soutenu la loi asile et immigration en première lecture, texte beaucoup plus répressif qu’humaniste. Aurélien Taché, qui a contribué à certains sujets sociaux au début du quinquennat, a porté un temps la réforme de la formation professionnelle et celle de l’assurance-chômage, les deux étant pourtant une catastrophe pour les plus précaires et fragiles ». De même, Reporterre souligne que « les députés du nouveau groupe n’ont pas tous brillé, dans le passé, par leurs positions écologistes », et relève que « lors du vote du Ceta, le 23 juillet 2019, cinq d’entre eux avaient voté pour sa ratification, six s’étaient abstenus, quatre seulement avaient voté contre et deux étaient absents ».
L'Opinion relève la division entre les membres du groupe lors du vote sur le plan de déconfinement : dix ont voté pour, deux contre et cinq se sont abstenus. Le groupe vote contre le déploiement de l'application StopCovid, à l'exception de Cédric Villani.
Lors du vote de confiance au nouveau gouvernement Jean Castex, en juillet 2020, onze membres du groupe votent contre la confiance (dont Delphine Batho, Émilie Cariou, Hubert Julien-Laferrière, Aurélien Taché, et les co-présidents Matthieu Orphelin et Paula Forteza), quatre s'abstiennent (dont Sébastien Nadot et Cédric Villani) et deux votent pour (Sabine Thillaye et Frédérique Tuffnell),,.

### Propositions politiques
Comme son nom l'indique, le groupe est constitué autour de trois piliers, qui sont définis ainsi dans leur première profession de foi : « répondre à l'urgence écologique, moderniser la démocratie, réduire les inégalités sociales et territoriales ». Il entend également « porter l'ambition exprimée par les citoyens dans la consultation LeJourd'Après », et relayer les propositions de la Convention citoyenne pour le climat ainsi que généraliser sa méthode,.
Lors de la conférence de presse de lancement, le groupe présente une proposition politique en quinze points, comprenant notamment : 
- un plan d’investissement de 5 milliards d’euros sur trois ans dans la transition écologique et solidaire des collectivités locales[5],[32] ;
- une réforme de la fiscalité, notamment sur les plus hauts revenus et le patrimoine[5] ;
- un soutien à la relocalisation de la production, associé à « des contreparties sociales et écologiques fortes » pour le plan de relance de l'économie, et à l'absence de ratification des accords de libre-échange « sous leur forme actuelle »[5],[26] ;
- une plus grande place faite au dialogue social et à la lutte contre les discriminations[5] ;
- le rétablissement d’un système de santé « robuste » ;
- la préparation d'une loi pour le respect du vivant[32] ;
- l'inscription de la préservation de la biodiversité et du climat dans la Constitution[32] ;
- l'instauration d'un revenu universel alloué à toute personne majeure[5] ;
- l'instauration d'une « sécurité sociale alimentaire et des logements »[9].

En septembre 2020, alors que le gouvernement envisage de prolonger le congé de paternité, le groupe EDS dépose une proposition de loi visant à le prolonger jusqu'à douze semaines, dont huit obligatoires, allant nettement au-delà de la proposition du groupe communiste.
Lors de sa niche parlementaire du 8 octobre 2020, le groupe dépose huit propositions de loi visant notamment à interdire la publicité pour les objets polluants, les spectacles d’animaux non domestiques, la chasse à courre et l’installation pendant deux ans d’entrepôts logistiques d’une surface supérieure à 1 000 m2 par les entreprises de commerce électronique ; ainsi qu'instaurer le droit de vote dès 16 ans, créer un parrainage citoyen pour les réfugiés, et allonger de 12 à 14 semaines le délai d’accès à l’interruption volontaire de grossesse, et à autoriser les sages-femmes à la pratiquer. Cette dernière proposition, adoptée par l'Assemblée nationale en première lecture, rejetée par le Sénat le 21 janvier 2021, devrait passer en seconde lecture à l'Assemblée nationale en février 2021. 

## Composition
L'Assemblée nationale ne reconnaissant pas la coprésidence de groupe, le groupe EDS prévoyait que la présidence alterne tous les six mois entre Matthieu Orphelin et Paula Forteza. Frédérique Tuffnell était la trésorière du groupe.

### Liste des membres au moment de la dissolution
| Nom | Nom                           | Parti | Parti | Circonscription                                        | Groupe d'origine | Groupe d'origine | Groupe rejoint | Groupe rejoint |
| --- | ----------------------------- | ----- | ----- | ------------------------------------------------------ | ---------------- | ---------------- | -------------- | -------------- |
|     | Delphine Bagarry              |       | ECO   | 1re circonscription des Alpes-de-Haute-Provence        |                  | NI, ex-LREM      |                | NI             |
|     | Delphine Batho                |       | GÉ    | 2e circonscription des Deux-Sèvres                     |                  | NI, ex-NG        |                | NI             |
|     | Émilie Cariou                 |       | ECO   | 2e circonscription de la Meuse                         |                  | LREM             |                | NI             |
|     | Annie Chapelier               |       | ECO   | 4e circonscription du Gard                             |                  | LREM             |                | AE             |
|     | Guillaume Chiche              |       | LREM  | 1re circonscription des Deux-Sèvres                    |                  | LREM             |                | NI             |
|     | Yolaine de Courson            |       | LREM  | 4e circonscription de la Côte-d'Or                     |                  | LREM             |                | MoDem          |
|     | Paula Forteza                 |       | ECO   | 2e circonscription des Français établis hors de France |                  | NI, ex-LREM      |                | NI             |
|     | Albane Gaillot                |       | ECO   | 11e circonscription du Val-de-Marne                    |                  | NI, ex-LREM      |                | NI             |
|     | Hubert Julien-Laferrière      |       | ECO   | 2e circonscription du Rhône                            |                  | LREM             |                | NI             |
|     | Sébastien Nadot               |       | MDP   | 10e circonscription de la Haute-Garonne                |                  | NI, ex-LREM      |                | LT             |
|     | Matthieu Orphelin (président) |       | ECO   | 1re circonscription de Maine-et-Loire                  |                  | LT, ex-LREM      |                | NI             |
|     | Aurélien Taché                |       | ECO   | 10e circonscription du Val-d'Oise                      |                  | LREM             |                | NI             |
|     | Frédérique Tuffnell           |       | LREM  | 2e circonscription de la Charente-Maritime             |                  | NI, ex-LREM      |                | MoDem          |
|     | Cédric Villani                |       | ECO   | 5e circonscription de l'Essonne                        |                  | LREM             |                | NI             |

### Répartition partisane
| Parti | Parti                       | Nombre |
| ----- | --------------------------- | ------ |
|       | La République en marche     | 2      |
|       | Génération écologie         | 1      |
|       | Mouvement des progressistes | 1      |
|       | Divers centre               | 10     |

### Anciens membres
| Nom | Nom                   | Parti | Parti | Circonscription                     | Groupe d'origine | Groupe d'origine | Nouveau groupe | Nouveau groupe |
| --- | --------------------- | ----- | ----- | ----------------------------------- | ---------------- | ---------------- | -------------- | -------------- |
|     | Jennifer De Temmerman |       | DVG   | 15e circonscription du Nord         |                  | NI, ex-LREM      |                | LT             |
|     | Sabine Thillaye       |       | LREM  | 5e circonscription d'Indre-et-Loire |                  | NI, ex-LREM      |                | MoDem          |
|     | Martine Wonner        |       | DVD   | 4e circonscription du Bas-Rhin      |                  | NI, ex-LREM      |                | LT puis NI     |